# Odrazná deska

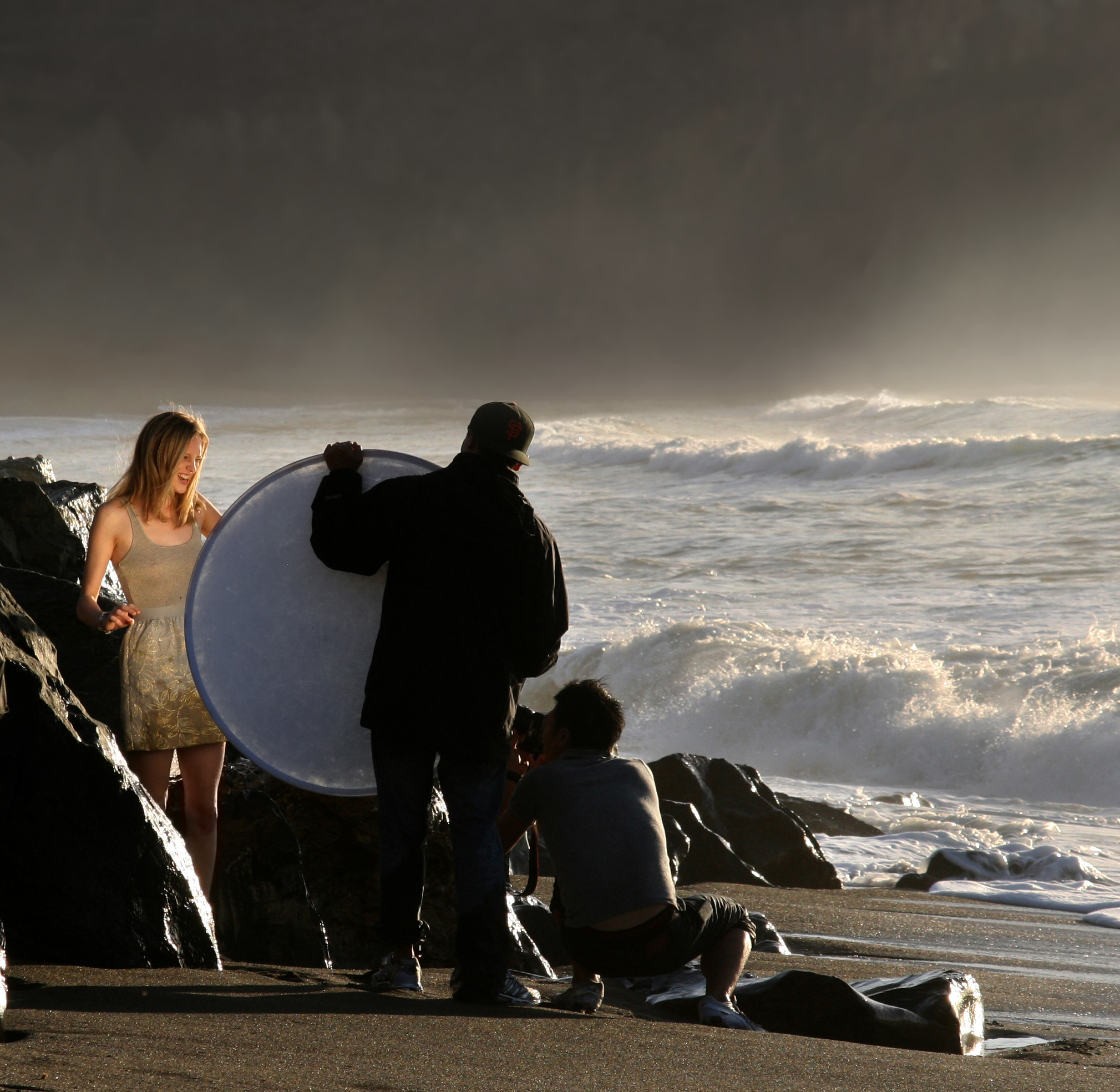
Přenosná skládací odrazná deska odráží sluneční světlo na modelku

Odrazná deska nebo deskový reflektor je rovinný reflektor, tedy pomůcka s plochou s odrazným povrchem, která se používá ve fotografii k odrazu světla na fotografovaný předmět nebo scénu. Umožňuje přisvícení části scény nebo změkčení ostrých stínů, například obličeje portrétované osoby. Používá se při fotografování v exteriéru i při studiovém osvětlení. Označení se používá i pro víceúčelovou pomůcku (5 v 1), která obsahuje i desky k odstínění světla a rozptýlení procházejícího světla.

## Popis

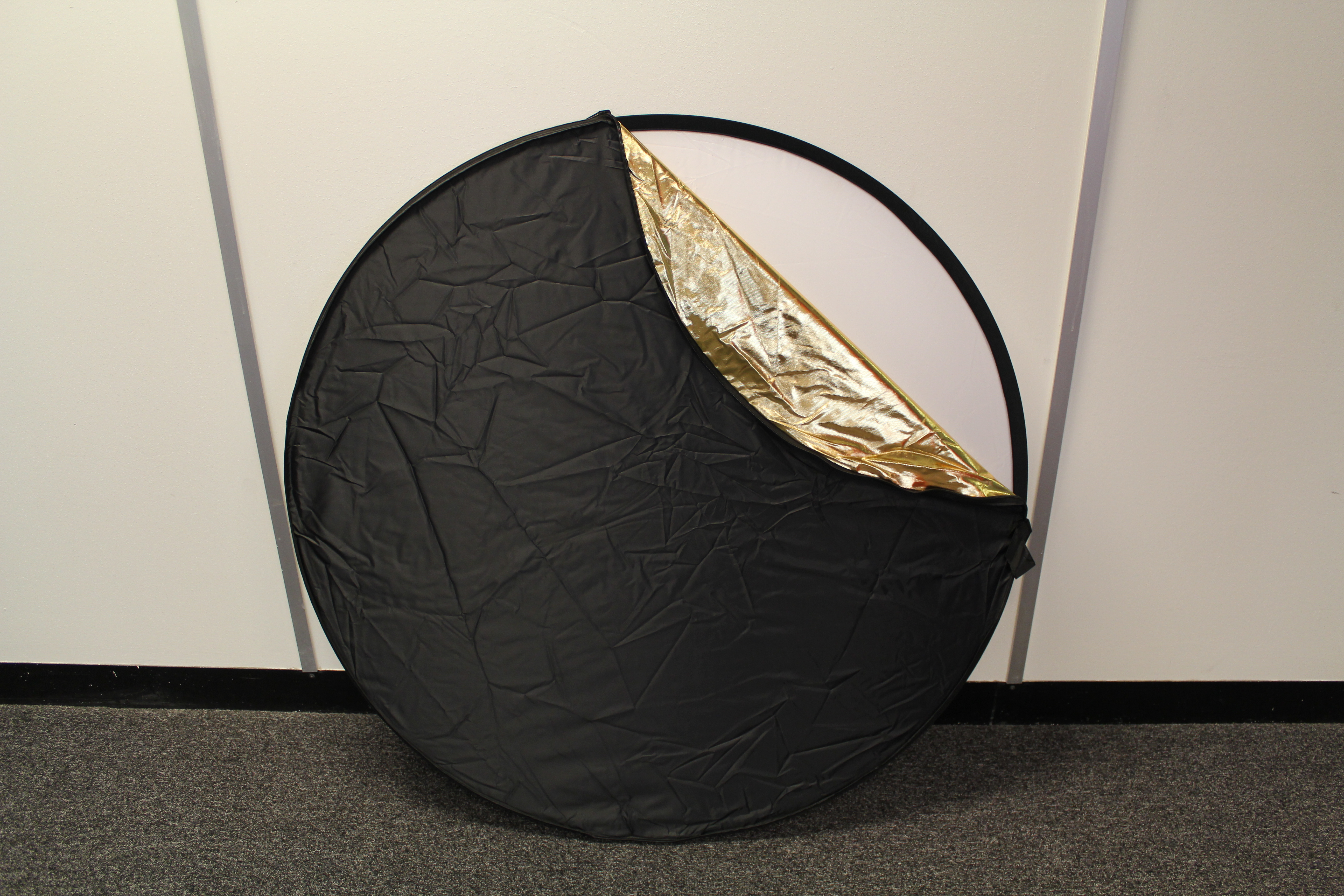
Odrazná deska 5v1

Ve specializovaných obchodech se prodávají desky v provedení 5 v 1 (7 v 1) kde základní nosnou část tvoří většinou skládací obruč s difuzní (průsvitnou / transparentní) látkou na kterou je možné navléknout například stříbrnou, zlatou, bílou nebo černou odraznou plochu. Jednodušší desky jsou pouze dvoustranné, např. stříbrná a bílá. Kromě specializovaných komerčních výrobků lze jako odraznou desku také využít jiné vhodné plochy, například i v profesionální praxi využívané polystyrenové desky.

### Odrazné desky 5v1
Využití ploch odrazné desky 5v1:
- Bílá plocha - vyvažování bílé a lehké přisvětlování s drobnou difuzí bez změny barevné teploty odraženého světla.

- Stříbrná plocha - přisvětlování určeno pro odrážení fotografických blesků o teplotách 5500-6500K (v závislosti na barevné teplotě zdroje světla). Tato plocha nemění barevnou teplotu zdroje.

- Zlatá plocha - přisvětlování s dobarvením, tato plocha je určená pro teplé dobarvení objektu, například při zamračené obloze. Odrazem světla se posouvá jeho barevná teplota směrem k 3000K.

- Černá plocha - eliminace odlesků, či stínění.

- Bílá transparentní plocha - určená pro rozptyl a difuzi procházejícího světla. Světlo procházející touto plochou má stejnou charakteristiku stínů jako světlo z fotografických softboxů.

## Použití

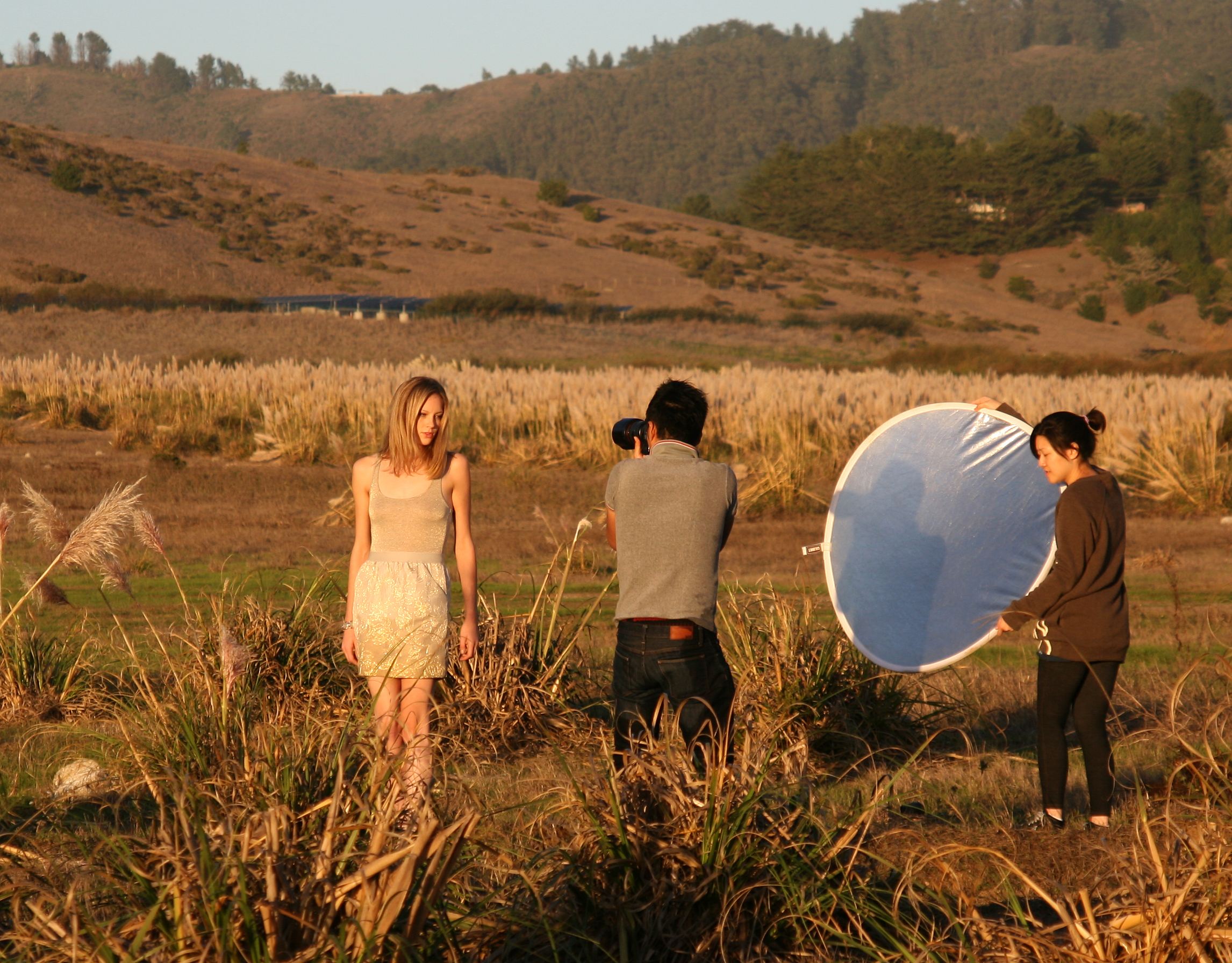
Kruhová stříbrná odrazná deska v exteriéru

Odrazná deska se obvykle umísťuje nezávisle mimo zdroj světla, které se odráží od jeho povrchu, a to buď pro dosažení širšího světelného zdroje, pro kontrolu vržených stínů nebo obojí. Tento druh reflektoru má obecně velmi nízký faktor odrazu, který se značně liší v závislosti na povrchu a barvě.
Nejvíce se využívá pro kontrolu kontrastu při umělém i přírodním osvětlení, jako doplňkové světlo (anglicky „fill light“) a jeho cílem je vykrývat stinné partie snímku. V tomto případě světlo se z hlavního světla odráží zpět do scény s různým stupněm přesnosti a intenzity v závislosti na zvolené odrazné ploše a jejím umístění ve vztahu ke scéně.
Reflektory mohou být také použity ke zvětšení velikosti hlavního světelného zdroje, kterému může (nebo nemusí) ponechat přímou cestu na scénu. Změnou vzdálenosti desky reflektoru od zdroje světla se mění efektivní velikost světla.
Odrazná deska použitá v exteriéru eliminuje stíny při prudkém denním světle a také vytváří v očích portrétovaného dobře působící světelné odrazy. Oči se tak díky odlesku rozzáří a oživí. Tento trik s deskou lze použít i během zamračených období, místo desky lze využít i světlé oblečení.

## Galerie

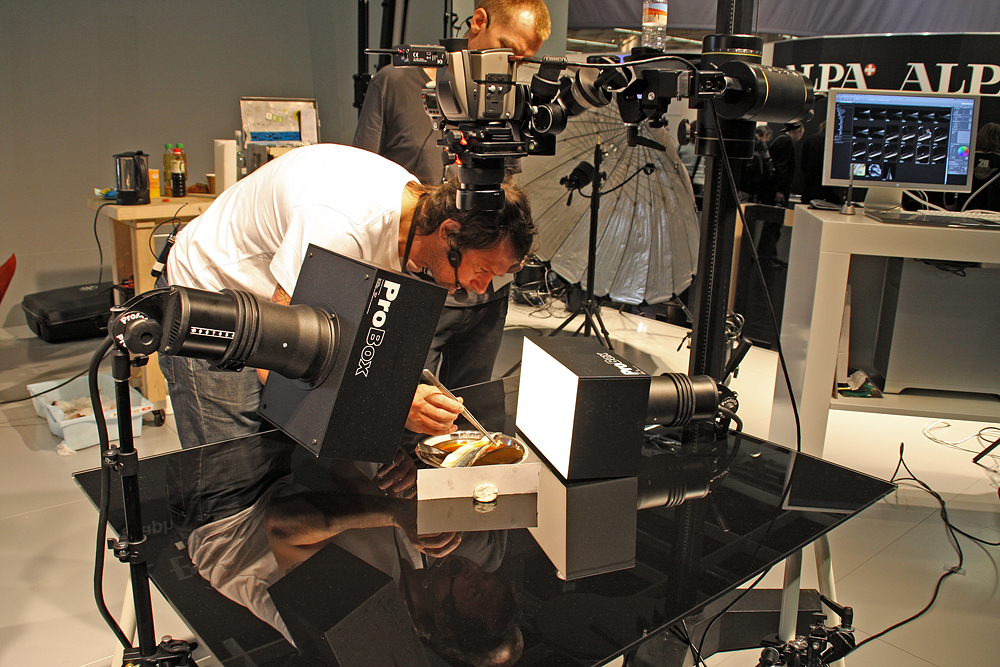
Při fotografování potravin využívá fotograf malých černých odrazných desek
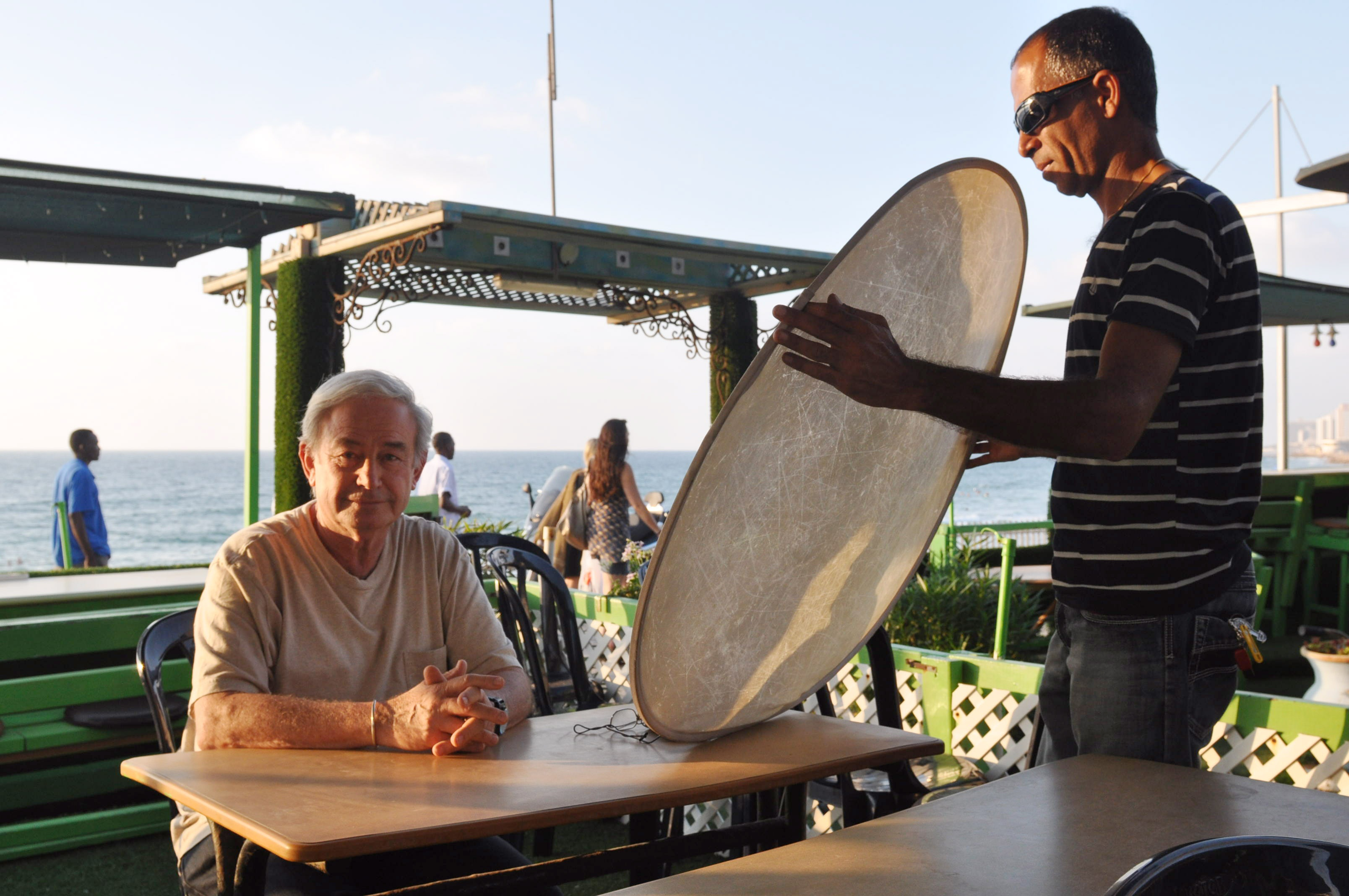
Práce s odraznou deskou